# Neritos nigricollum
Neritos nigricollum är en fjärilsart som beskrevs av Paul Dognin 1892. Neritos nigricollum ingår i släktet Neritos och familjen björnspinnare. Inga underarter finns listade i Catalogue of Life.